# Irina-Camelia Begu
Irina-Camelia Begu (Bucareste, 26 de agosto de 1990) é uma tenista profissional romena, tem como melhor ranking, 29° de simples, pela WTA.

## WTA finais

### Simples: 4 (1 título, 3 vice)
| Legenda                                      |
| -------------------------------------------- |
| Grand Slam (0–0)                             |
| WTA Tour (0–0)                               |
| Tier I / Premier Mandatory & Premier 5 (0–0) |
| Tier II / Premier (0–1)                      |
| Tier III, IV & V / International (1–2)       |

| Títulos por Piso |
| ---------------- |
| Duro (1–1)       |
| Grama (0–0)      |
| Saibro (0–2)     |
| Carpete (0–0)    |

| Posição | N. | Data             | Campeonato                                         | Piso     | Oponente                 | Placar        |
| ------- | -- | ---------------- | -------------------------------------------------- | -------- | ------------------------ | ------------- |
| Vice    | 1. | 10 Abril 2011    | WTA de Marbella, Marbella, Espanha                 | Saibro   | Victoria Azarenka        | 3–6, 2–6      |
| Vice    | 2. | 10 Julho 2011    | Poli-Farbe Budapest Grand Prix, Budapeste, Hungria | Saibro   | Roberta Vinci            | 4–6, 6–1, 4–6 |
| Campeã  | 1. | 15 Setembro 2012 | Tashkent Open, Tashkent, Usbequistão               | Duro     | Donna Vekić              | 6–4, 6–4      |
| Vice    | 3. | 19 Outubro 2014  | Kremlin Cup, Moscou, Rússia                        | Duro (i) | Anastasia Pavlyuchenkova | 4–6, 7–5, 1–6 |

### Duplas: 7 (4 títulos, 3 vices)
| Legenda                                      |
| -------------------------------------------- |
| Grand Slam (0–0)                             |
| WTA Tour (0–0)                               |
| Tier I / Premier Mandatory & Premier 5 (0–0) |
| Tier II / Premier (0–0)                      |
| Tier III, IV & V / International (4–3)       |

| Títulos por Piso |
| ---------------- |
| Duro (2–1)       |
| Grama (1–0)      |
| Saibro (1–2)     |
| Carpet (0–0)     |

| Posição | N. | Data              | Campeonato                                              | Piso     | Parceira                | Oponentes                                 | Placar                     |
| ------- | -- | ----------------- | ------------------------------------------------------- | -------- | ----------------------- | ----------------------------------------- | -------------------------- |
| Campeã  | 1. | 14 Janeiro 2012   | Moorilla Hobart International, Hobart, Austrália        | Duro     | Monica Niculescu        | Chuang Chia-jung Marina Erakovic          | 6–7(4–7), 7–6(7–4), [10–5] |
| Vice    | 1. | 28 Abril 2012     | Grand Prix SAR La Princesse Lalla Meryem, Fes, Marrocos | Saibro   | Alexandra Cadanțu       | Petra Cetkovská Alexandra Panova          | 6–3, 6–7(5–7), [9–11]      |
| Vice    | 2. | 21 Outubro 2012   | BGL Luxembourg Open, Luxemburgo                         | Duro (i) | Monica Niculescu        | Andrea Hlaváčková Lucie Hradecká          | 3–6, 4–6                   |
| Campeã  | 2. | 21 Junho 2013     | Topshelf Open, 's-Hertogenbosch, Holanda                | Grama    | Anabel Medina Garrigues | Dominika Cibulková Arantxa Parra Santonja | 4–6, 7–6(7–3), [11–9]      |
| Campeã  | 3. | 22 Fevereiro 2014 | Rio Open, Rio de Janeiro, Brasil                        | Saibro   | María Irigoyen          | Johanna Larsson Chanelle Scheepers        | 6-2, 6-0                   |
| Campeã  | 4. | 21 Setembro 2014  | Kia Korea Open, Seul, Coréia do Sul                     | Hard     | Lara Arruabarrena       | Mona Barthel Mandy Minella                | 6-3, 6-3                   |
| Vice    | 3. | 21 Fevereiro 2015 | Rio Open, Rio de Janeiro, Brasil                        | Saibro   | María Irigoyen          | Ysaline Bonaventure Rebecca Peterson      | 0–3, ret.                  |